# پالوهای نیژنیک
پالوهای نیژنیک (اوکراینی: Павло Павлович Гай-Нижник؛ زادهٔ ۲۸ مهٔ ۱۹۷۱) تاریخ‌نگار اهل اوکراین است.